# Gigantes de Carolina 2014 (pallavolo maschile)
Questa voce raccoglie le informazioni riguardanti i Gigantes de Carolina nelle competizioni ufficiali della stagione 2014.

## Organigramma societario
Area direttiva
- Presidente: Michael Hernández

Area tecnica
- Primo allenatore: Ramón Lawrence
- Assistente allenatore: Juan Albarrán
- Preparatore atletico: Juan Ayala
- Fisioterapista: José Rafael Ubiñas

## Rosa
| N° | Nome             | Ruolo | Data di nascita  | Nazionalità sportiva |
| -- | ---------------- | ----- | ---------------- | -------------------- |
| 1  | Howard García    | P     | 8 febbraio 1994  | Porto Rico           |
| 2  | Daniel Erazo     | C     | 16 agosto 1987   | Porto Rico           |
| 3  | Dimar López      | S/O   | 23 agosto 1986   | Porto Rico           |
| 4  | Marcos Liendo    | S/L   | 8 novembre 1989  | Porto Rico           |
| 5  | Víctor Bird      | S/O   | 16 marzo 1982    | Porto Rico           |
| 6  | Aksel Berríos    | S     | -                | Porto Rico           |
| 7  | Fernando Barrón  | S     | 18 novembre 1985 | Porto Rico           |
| 8  | Rafael Díaz      | -     | -                | Porto Rico           |
| 9  | José Ribas       | C     | 31 dicembre 1991 | Porto Rico           |
| 10 | Alexis Colón     | C     | 30 maggio 1990   | Porto Rico           |
| 11 | Adrián López     | L     | -                | Porto Rico           |
| 12 | Eddie Rivera     | S     | 16 giugno 1992   | Porto Rico           |
| 13 | Andrés Cruz      | S     | -                | Porto Rico           |
| 14 | Yamil Pérez      | P     | 30 aprile 1987   | Porto Rico           |
| 15 | William Thompson | C     | 22 febbraio 1993 | Porto Rico           |

## Mercato
| Acquisti | Acquisti      | Acquisti                 | Acquisti   |
| R.       | Nome          | da                       | Modalità   |
| -------- | ------------- | ------------------------ | ---------- |
| P        | Howard García | Caribes de San Sebastián | prestito   |
| C        | Daniel Erazo  | Inattivo                 | definitivo |
| S/L      | Marcos Liendo | Plataneros de Corozal    | prestito   |
| S        | Aksel Berríos | Inattivo                 | definitivo |
| C        | José Ribas    | Plataneros de Corozal    | prestito   |
| L        | Adrián López  | ?                        | definitivo |
| S        | Eddie Rivera  | IPFW                     | definitivo |
| ?        | Rafael Díaz   | ?                        | definitivo |

| Cessioni | Cessioni         | Cessioni             | Cessioni              |
| R.       | Nome             | a                    | Modalità              |
| -------- | ---------------- | -------------------- | --------------------- |
| S        | José Rivera      | Rennes               | definitivo            |
| L        | Orlando Irizarry | Cariduros de Fajardo | definitivo            |
| S/O      | Malcom Nieves    | -                    | ritirato              |
| L        | Arnaldo López    | -                    | ritirato              |
| P        | Edgardo Deniz    | -                    | ritirato              |
| C        | Derwin Flores    | Patriotas de Lares   | definitivo            |
| S        | Reyli Calderón   | -                    | ritirato              |
| C        | Pedrito Sierra   | Cariduros de Fajardo | fine prestito         |
| C        | Daniel Erazo     | Capitanes de Arecibo | definitivo            |
| ?        | Rafael Díaz      | -                    | ritirato              |
| S/L      | Marcos Liendo    | Indios de Mayagüez   | cessione del prestito |

## Risultati

### LVSM

#### Regular season
| 1ª giornata - 21 agosto 2014 Coliseo Félix Méndez Acevedo, Lares          | Patriotas de Lares   | 3 - 0 | Gigantes de Carolina | 25-17, 26-24, 25-12               |
| 2ª giornata - 24 agosto 2014 Coliseo Guillermo Angulo, Carolina           | Gigantes de Carolina | 3 - 1 | Patriotas de Lares   | 28-26, 25-21, 22-25, 25-23        |
| 3ª giornata - 29 agosto 2014 Coliseo Guillermo Angulo, Carolina           | Gigantes de Carolina | 0 - 3 | Indios de Mayagüez   | 14-25, 16-25, 22-25               |
| 4ª giornata - 4 settembre 2014 Palacio de Recreación y Deportes, Mayagüez | Indios de Mayagüez   | 3 - 1 | Gigantes de Carolina | 20-25, 25-19, 25-22, 25-21        |
| 5ª giornata - 11 settembre 2014 Coliseo Tomás Dones, Fajardo              | Cariduros de Fajardo | 3 - 1 | Gigantes de Carolina | 21-25, 25-21, 25-21, 25-22        |
| 6ª giornata - 14 settembre 2014 Coliseo Guillermo Angulo, Carolina        | Gigantes de Carolina | 3 - 1 | Cariduros de Fajardo | 25-18, 25-14, 23-25, 25-21        |
| 7ª giornata - 18 settembre 2014 Coliseo Guillermo Angulo, Carolina        | Gigantes de Carolina | 1 - 3 | Capitanes de Arecibo | 23-25, 25-20, 19-25, 24-26        |
| 8ª giornata - 21 settembre 2014 Coliseo Manuel Iguina, Arecibo            | Capitanes de Arecibo | 3 - 0 | Gigantes de Carolina | 25-22, 25-20, 25-23               |
| 9ª giornata - 26 settembre 2014 Coliseo Guillermo Angulo, Carolina        | Gigantes de Carolina | 0 - 3 | Mets de Guaynabo     | 15-25, 12-25, 19-25               |
| 10ª giornata - 28 settembre 2014 Coliseo Mario Morales, Guaynabo          | Mets de Guaynabo     | 3 - 1 | Gigantes de Carolina | 22-25, 25-15, 25-19, 25-19        |
| 11ª giornata - 2 ottobre 2014 Coliseo Félix Méndez Acevedo, Lares         | Patriotas de Lares   | 3 - 2 | Gigantes de Carolina | 25-23, 23-25, 25-19, 20-25, 15-9  |
| 12ª giornata - 5 ottobre 2014 Coliseo Guillermo Angulo, Carolina          | Gigantes de Carolina | 3 - 1 | Patriotas de Lares   | 25-15, 23-25, 25-23, 30-28        |
| 13ª giornata - 10 ottobre 2014 Palacio de Recreación y Deportes, Mayagüez | Indios de Mayagüez   | 3 - 1 | Gigantes de Carolina | 25-23, 14-25, 25-19, 25-19        |
| 14ª giornata - 12 ottobre 2014 Coliseo Guillermo Angulo, Carolina         | Gigantes de Carolina | 2 - 3 | Indios de Mayagüez   | 39-37, 16-25, 25-21, 18-25, 12-15 |
| 15ª giornata - 16 ottobre 2014 Coliseo Tomás Dones, Fajardo               | Cariduros de Fajardo | 3 - 1 | Gigantes de Carolina | 26-24, 23-25, 25-19, 25-15        |
| 16ª giornata - 19 ottobre 2014 Coliseo Guillermo Angulo, Carolina         | Gigantes de Carolina | 0 - 3 | Cariduros de Fajardo | 23-25, 20-25, 22-25               |
| 17ª giornata - 21 ottobre 2014 Coliseo Mario Morales, Guaynabo            | Mets de Guaynabo     | 3 - 0 | Gigantes de Carolina | 25-14, 25-18, 26-24               |
| 18ª giornata - 23 ottobre 2014 Coliseo Guillermo Angulo, Carolina         | Gigantes de Carolina | 0 - 3 | Capitanes de Arecibo | 19-25, 15-25, 19-25               |
| 19ª giornata - 26 ottobre 2014 Coliseo Manuel Iguina, Arecibo             | Capitanes de Arecibo | 3 - 1 | Gigantes de Carolina | 25-19, 25-22, 22-25, 25-12        |
| 20ª giornata - 28 ottobre 2014 Coliseo Tomás Dones, Fajardo               | Cariduros de Fajardo | 3 - 1 | Gigantes de Carolina | 29-31, 25-16, 25-19, 25-18        |
| 21ª giornata - 31 ottobre 2014 Coliseo Mario Morales, Guaynabo            | Mets de Guaynabo     | 3 - 0 | Gigantes de Carolina | 25-22, 25-18, 25-11               |
| 22ª giornata - 2 novembre 2014 Coliseo Guillermo Angulo, Carolina         | Gigantes de Carolina | 0 - 3 | Mets de Guaynabo     | 22-25, 17-25, 23-25               |

## Statistiche

### Statistiche di squadra
| Competizione | Punti | In casa | In casa | In casa | In trasferta | In trasferta | In trasferta | Totale | Totale | Totale |
| Competizione | Punti | G       | V       | P       | G            | V            | P            | G      | V      | P      |
| ------------ | ----- | ------- | ------- | ------- | ------------ | ------------ | ------------ | ------ | ------ | ------ |
| LVSM         | 11    | 10      | 3       | 7       | 12           | 0            | 12           | 22     | 3      | 19     |
| Totale       | -     | 10      | 3       | 7       | 12           | 0            | 12           | 22     | 3      | 19     |

G = partite giocate; V = partite vinte; P = partite perse